# Немудрый, Александр Петрович
Александр Петрович Немудрый (род. 24 февраля 1959) — советский и российский химик, специалист в области химии твердого тела и химического материаловедения, член-корреспондент РАН (2019).

## Биография
Родился 24 февраля 1959 года в г. Прокопьевске Кемеровской области.
В 1981 году — окончил Новосибирский государственный университет, специальность «химик» (специализация «химия твердого тела»).
В 1987 году — защитил кандидатскую диссертацию, тема: «Интеркаляция солей лития в гидраргиллит».
В 2011 году — защитил докторскую диссертацию, тема «Кислородный транспорт в нестехиометрических перовскитах со смешанной кислород-электронной проводимостью на основе кобальтита и феррита стронция».
Работает в Институте химии твердого тела и механохимии СО РАН, где прошел путь от стажера-исследователя до заместителя директора по научной работе (2011—2018), с января 2018 — исполняющий обязанности, в апреле 2018 года — избран директором Института и в сентябре 2018 года — утвержден в этой должности.
С 2018 года — заведующий лаборатории химического материаловедения.
В 2019 году — избран член-корреспондентом РАН.

## Научная деятельность
Специалист в области химии твердого тела и химического материаловедения.
Ведет изучение механизмов твердофазных реакций и создание новых материалов. В последнее время проводит исследования по разработке микротрубчатых ТОТЭ для генерации электроэнергии для мобильных и портативных устройств.
Автор 280 научных работ, из них одной монографии, 2 глав в монографиях и 6 авторских свидетельств и патентов.
С 1985 по 1992 годы — преподавал на кафедре химии твердого тела Новосибирского государственного университета.
В качестве приглашенного ученого работал в Индийском Технологическом Университете (Мадрас, Индия) и в Техническом Университете Берлина (Германия).
Под его руководством защищены пять кандидатских диссертаций и 16 дипломных работ.
Заместитель главного редактора журнала «Химия в интересах устойчивого развития».

## Награды
- «Заслуженный ветеран СО РАН» (2002)
- Почётная грамота РАН (2017)
- Награды Новосибирска и Новосибирской области